# HD 131040
HD 131040，又名BD+51 1957，SAO 29296、HR 5537，是一颗恒星，视星等为6.51，位于銀經88.43，銀緯57.1，其B1900.0坐标为赤經14h 46m 17.5s，赤緯+51° 57.1′ 18″。